# نانا ويلبيك
نانا ويلبيك (بالإنجليزية: Nana Welbeck)‏ هو لاعب كرة قدم غاني في مركز الوسط، ولد في 24 نوفمبر 1994 في كوماسي في غانا. لعب مع أتالانتا ونادي بريشيا.

## وصلات خارجية
- نانا ويلبيك على موقع قاعدة بيانات كرة القدم.إي يو (الإنجليزية)
- نانا ويلبيك على موقع Soccerway.com (الإنجليزية)
- نانا ويلبيك على موقع عالم كرة القدم.نت (الإنجليزية)